# Desmodium violaceum
Desmodium violaceum är en ärtväxtart som beskrevs av George Don jr. Desmodium violaceum ingår i släktet Desmodium och familjen ärtväxter. Inga underarter finns listade i Catalogue of Life.